# 王宏 (天啓進士)
王宏（1602年—？），字宪度，號符玉，江西吉安府吉水县白竹塘人。明朝政治人物。

## 生平
二十岁中天啓元年（1621年）辛酉科江西鄉試舉人，二年（1622年）壬戌科進士。初授和平县令，宏貌若处子，而布政立法，不动声色，条理有绪，颂声四起。调归善县令，邑虽繁剧，无异治和平时。罢计钱，却供应，清契税，蠲火耗，搜弊剔蠹，兴利除害，民为位祝之。以卓异上闻，入觐，丁忧还里卒。